# Andrzej Torbe
Andrzej Torbe (ur. 1956 w Szczecinie) – polski ginekolog, prof. dr hab. nauk medycznych, prodziekan Wydziału Nauk o Zdrowiu Pomorskiego Uniwersytetu Medycznego w Szczecinie.

## Życiorys
W 1992 uzyskał stopień doktora nauk medycznych, następnie w roku 2004 uzyskał stopień doktora habilitowanego w zakresie nauk medycznych. W roku 2012 otrzymał nominację profesorską. W latach 2012–2020 sprawował funkcję prodziekana na Wydziale Nauk o Zdrowiu Pomorskiego Uniwersytetu Medycznego w Szczecinie.

## Życie prywatne
Jest żonaty, ma córkę Dorotę i syna Piotra. Interesuje się sportem i lubi podróżować.